# Godzilla × Kong: The New Empire
Godzilla × Kong: The New Empire ist ein US-amerikanischer Science-Fiction-Kaiju-Actionfilm des Regisseurs Adam Wingard, der am 29. März 2024 in die US-amerikanischen und am 4. April in die deutschen Kinos kam. Es ist der fünfte Film innerhalb des MonsterVerse und die Fortsetzung zu Godzilla vs. Kong aus dem Jahr 2021.

## Handlung
Drei Jahre nach dem Sieg über Mechagodzilla hat sich Kong in sein neues Territorium in der Hohlerde zurückgezogen. Er ist dort auf der Suche nach weiteren Angehörigen seiner Art. Nach einer erfolgreichen Jagd bekommt Kong Zahnschmerzen und versteckt sich zunächst.
Auf der Erdoberfläche sorgt Godzilla weiterhin für die Ordnung zwischen der Menschheit und riesigen Monstern, den sogenannten „Titanen“. Dafür kämpft er beispielsweise gegen den Titanen Scylla, eine riesige Krabbe, in Rom. 
Ein in der Hohlerde stationierter Beobachtungsaußenposten von Monarch empfängt ein unbekanntes Signal. An der Oberfläche führt das Signal dazu, dass Jia, die letzte bekannte Überlebende des Iwi-Stammes von Skull Island, Halluzinationen und Visionen erlebt, was ihre Adoptivmutter, Dr. Ilene Andrews, beunruhigt. Auch Godzilla spürt dieses Signal, verlässt Rom und greift ein Atomkraftwerk in Frankreich an, um dessen Strahlung zu absorbieren. 
Gleichzeitig wendet sich Dr. Andrews an den Verschwörungstheoretiker und Podcaster Bernie Hayes. Er soll ihr bei der Entschlüsselung des rätselhaften Signals aus der Hohlerde helfen. Kong kehrt durch einen Zugangspunkt zur Hohlerde auf den Bahamas auf die Erdoberfläche zurück und lässt sich dort von Trapper, einem Titanen-Tierarzt, behandeln. Unterdessen begibt sich Godzilla zum Versteck des Titanen Tiamat in der Arktis. Nach einem kurzen Kampf nistet Godzilla sich in Tiamats ehemaligem Versteck ein und absorbiert dort ebenfalls große Mengen Energie. Monarch glaubt, dass Godzilla sich für eine bevorstehende Bedrohung wappnet.
Dr. Andrews und Jia reisen zusammen mit Trapper, Bernie Hayes und dem wiedererwachten Kong in die Hohlerde, um die Quelle des Signals zu lokalisieren.
Als sich in der Nähe seines Zuhauses ein Erdloch öffnet, entdeckt Kong eine unbekannte Region innerhalb der Hohlerde, in der ein Stamm seiner Spezies überlebt hat, darunter ein Jungtier namens Suko. Nach einer ersten Konfrontation zwingt Kong Suko, ihn zum Versteck des Stammes zu führen, und auf ihrer Reise freunden sich die beiden langsam an. Der tyrannische Anführer des Stammes, der Skar-King, kämpft gegen Kong mithilfe eines uralten, eisigen Titanen, Shimo, den der Skar-King mithilfe eines Kristalls durch Schmerzen kontrolliert. Shimos Eisatem verletzt Kongs rechten Arm schwer und verursacht Erfrierungen, doch mit Sukos Hilfe gelingt Kong die Flucht, dabei muss er jedoch seine Axt zurücklassen.
Dr. Andrews, Jia, Trapper und Hayes finden den Außenposten von Monarch zerstört vor. Die Gruppe flieht zunächst, entdeckt dann aber den Ursprung des Signals: ein Tempel der Iwi, der sie in ein unterirdisches Reich führt. Dort lebt der vermutlich letzte Iwi-Stamm, der telepathisch miteinander kommuniziert. Bei dem Signal handelt es sich um einen Notruf der Iwi, der andere Titanen (vor allem Godzilla) in die Hohlerde locken soll, um dort gegen den Skar-King zu kämpfen.
Während sie beobachtet, wie sich Jia mit den Iwi anfreundet, äußert Andrews gegenüber Trapper ihre Befürchtungen, dass Jia sich dafür entscheiden könnte, bei ihrem Volk zu bleiben und dass Andrews dies akzeptieren müsste. In einem Tempel entdeckt Andrews Hieroglyphen, die Vergangenheit und Zukunft zeigen: Einst lebten die Titanen zum Schutz der Natur auf der Erdoberfläche, während die Menschen unter dem Schutz der Affen in der Hohlerde verblieben. Der Skar-King versuchte jedoch, die Oberflächenwelt zu erobern und führte Krieg gegen Godzillas Spezies, doch Godzilla besiegte ihn und verbannte ihn und seinen Stamm tief in die Hohlerde. Die Prophezeiung weist auch darauf hin, dass Jia der Schlüssel zur Wiedererweckung von Mothra sein würde. 
Als er Jia spürt, findet der verletzte Kong den Tempel und wird von Trapper mit einem Prototyp einer Exoskelett-Armstütze ausgestattet, um seinen erfrorenen Arm zu stärken und zu heilen. Ohne ihr Wissen ist ihnen einer der Getreuen des Skar-King gefolgt und informiert diesen über Kongs Verbleib und einen nicht geschlossenen Zugang zur Oberfläche im Reich der Iwi. Der Skar-King stellt seine Invasionstruppe für die Erde zusammen und macht sich auf den Weg. 
Unterdessen erweckt Jia erfolgreich die wiedergeborene Mothra.
Godzilla hat unterdessen die Energie aus Tiamats Versteck absorbiert und sich weiterentwickelt. Er ist stärker und seine Knochenplatten weisen nun eine magentafarbene Färbung auf. 
In der Hoffnung, Godzilla in die Hohlerde zu locken, um ihm zu helfen, taucht Kong in Kairo auf und ruft Godzilla. Trotz Kongs Kommunikationsversuchen greift ihn Godzilla an und es kommt zu einem kurzen Kampf. Schließlich erscheint Mothra mit Jia und überzeugt Godzilla davon, Kong zu helfen. Das Trio begibt sich in die Hohlerde, um sich zusammen dem Skar-King und seiner Armee zu stellen. Durch eine Falle der Iwi wird kurzzeitig die Schwerkraft innerhalb der Hohlerde aufgehoben und anschließend umgekehrt. Dadurch werden Godzilla, Kong, Shimo und der Skar-King an die Oberfläche, nach Rio de Janeiro, geschleudert. Dort beginnt Shimo auf Befehl des Skar-King, eine weitere Eiszeit auszulösen. Der Kampf ist ausgeglichen und zerstört weite Teile der Stadt, bis Suko mit Kongs Axt eintrifft und den Kristall zerstört, der Shimo kontrolliert. Shimo, nun nicht mehr unter der Kontrolle des Skar-King, richtet seinen Eisatem gegen seinen ehemaligen Peiniger. Infolgedessen schafft Kong es, den Skar-King zu zerschmettern. 
Nachdem er Shimos Eiszeit mit seinem atomaren Atem aufgehoben hat, kehrt Godzilla ins Kolosseum in Rom zurück. Jia trifft wieder auf Andrews und entscheidet sich dafür, bei ihrer Adoptivmutter zu bleiben. Mothra stellt die Schutzbarriere des Iwi-Reiches wieder her und zieht sich zurück. Kong kehrt mit Shimo und Suko ins Innere der Hohlerde zurück, wo er der neue Anführer des Affenstamms wird.

## Produktion

### Entwicklung
Im März 2019 erklärte Produzent Alex Garcia, dass Legendary hoffte, mehr MonsterVerse-Filme zu produzieren, wenn sie erfolgreich würden: „Es ist ein Stein nach dem anderen, jedes Stück muss so gut wie möglich sein, also konzentriert sich im Moment alles darauf Godzilla II: King of the Monsters und Godzilla vs. Kong. Aber könnte es das geben? Ja, das ist die Hoffnung, wenn die Filme wirklich gut werden.“ Im Februar 2021 kommentierte Wingard die Zukunft des MonsterVerses mit den Worten: „Ich weiß, wohin wir mit zukünftigen Filmen möglicherweise gehen könnten.“ Er bemerkte jedoch, dass das MonsterVerse „bis zu einem gewissen Grad“ geschaffen wurde, um zu Godzilla vs. Kong zu führen. Er fügte hinzu, dass sich das MonsterVerse an einem „Scheideweg“ befinde und erklärte: „Es ist wirklich an dem Punkt, an dem das Publikum nach vorne treten und für mehr dieser Dinge stimmen muss. Wenn dieser Film ein Erfolg wird, werden sie offensichtlich weitermachen.“
Godzilla vs. Kong wurde am 24. März 2021 veröffentlicht und wurde während der COVID-19-Pandemie zu einem Kassen- und Streaming-Hit. Der Film spielte weltweit 470 Millionen US-Dollar bei einem Break-even-Point von 330 Millionen US-Dollar ein und wurde zum Film mit den meisten Raubkopien des Jahres 2021. Am 4. April 2021 kommentierte Josh Grode, CEO von Legendary, mögliche Fortsetzungen: „Wir haben eine Reihe von Ideen für weitere Filme.“ Am selben Tag begann der Hashtag #ContinueTheMonsterVerse auf Twitter zu trenden, was von Legendary anerkannt wurde und Unterstützung von Jordan Vogt-Roberts (Regisseur von Kong: Skull Island) erhielt. Am 27. April 2021 erklärte The Hollywood Reporter, dass Legendary „Kleine Schritte unternimmt, um die Filmreihe in eine oder mehrere Episoden zu strecken“, während das Unternehmen mit Wingard verhandelt, um möglicherweise wieder Regie zu führen. Es wurden verschiedene Ideen in Betracht gezogen, wobei Son of Kong ein möglicher Titel war. Im August 2021 erklärte der MonsterVerse-Autor Max Borenstein, dass aufgrund des Erfolgs von Godzilla vs. Kong „einige neue, interessante Filme kommen werden“.
Im Mai 2022 wurde bekannt gegeben, dass Wingard wieder Regie führen würde und dass Dan Stevens die Hauptrolle übernehmen würde. Wingard und Stevens hatten bereits bei The Guest zusammengearbeitet. Am 19. Mai 2022 berichtete Production Weekly, dass der Arbeitstitel des Films Origins lautet. Am 30. Juni 2022 wurde veröffentlicht, dass Mary Parent, Alex Garcia, Eric McLeod, Brian Rogers, Thomas Tull und Jon Jashni zurückkehren, um wieder als Produzenten zu fungieren. Am 1. Juli 2022 bestätigte Tōhō, dass Godzilla im Film vorkommen wird.
Im August 2022 kündigten Warner Bros. und Legendary eine neue Zusammenfassung an und dass Rebecca Hall, Brian Tyree Henry und Kaylee Hottle ihre Rollen aus Godzilla vs. Kong wiederholen würden, während Fala Chen, Alex Ferns und Rachel House ebenfalls der Besetzung beitreten würden. Es wurde auch bekannt, dass Wingard wieder mit dem Production Designer Tom Hammock, dem Cutter Josh Schaeffer und dem Komponisten Junkie XL zusammenarbeiten würde und dass Terry Rossio zurückgekehrt war, um das Drehbuch mit Jeremy Slater und Simon Barrett zu schreiben.
Godzilla and Kong wurde als offizieller Arbeitstitel des Films im November 2022 im Zuge des Abschlusses der Dreharbeiten bestätigt. Am 19. April 2023 wurde ein offizieller Teaser zum Film veröffentlicht, der den offiziellen Titel Godzilla × Kong: The New Empire enthielt.

### Dreharbeiten
Die Dreharbeiten zur Fortsetzung von Godzilla vs. Kong begannen am 29. Juli 2022 in Gold Coast, Queensland. Im November wurden die Dreharbeiten abgeschlossen und der Film erhielt den Arbeitstitel Godzilla and Kong.

## Musik
Am 25. August 2022 wurde bekannt gegeben, dass Tom Holkenborg zurückkehren wird, um die Musik des Films zu komponieren, nachdem er dies zuvor für Godzilla vs. Kong getan hatte. Antonio Di Iorio trat ihm im Dezember 2023 bei. Der Soundtrack wurde am 22. März von WaterTower Music veröffentlicht.

## Veröffentlichung
Im April 2023 veröffentlichte Legendary einen 36-sekündigen Teaser-Trailer, der den offiziellen Titel des Films enthüllte. Ein erster Trailer wurde am 3. Dezember 2023 veröffentlicht. Der zweite Trailer folgte am 21. Februar 2024.
Der Film sollte ursprünglich am 15. März 2024 in die US-amerikanischen Kinos kommen, ehe er durch den SAG-AFTRA-Streik auf den 12. April verschoben wurde. Schließlich wurde der Film am 29. März 2024 in den USA veröffentlicht. In Deutschland läuft der Film seit dem 4. April in den Kinos.
Das Kreuzchen im Filmtitel ist nicht der Buchstabe X und ähnelt eher dem Malzeichen, da es laut Regisseur für die Kollaboration stünde und deshalb stumm sei. Dennoch wird der Titel häufig mit dem Buchstaben X geschrieben – Godzilla x Kong: The New Empire.

## Rezeption

### Kritiken
Auf Metacritic erhielt Godzilla × Kong: The New Empire 47 von 100 Punkten, basierend auf 51 Kritikerstimmen, was auf gemischte oder durchschnittliche Rezensionen hinweist („Mixed or Average“). Bei Rotten Tomatoes konnte der Film 54 % der 248 Kritiker überzeugen und wurde mit durchschnittlich 5,6 von 10 Punkten bewertet. Das dortige Fazit lautete: Man solle allein wegen des Monsterspektakels [in die Kinos] kommen und auch nur deswegen bleiben, da der Film sonst nicht viel zu bieten habe. Bei beiden Seiten fielen die Nutzerstimmen mit 6,7/10 (Metacritic) und 89 % Zustimmung (Rotten Tomatoes) deutlich positiver aus.

### Einspielergebnisse
Am Eröffnungswochenende konnte der Film 80 Millionen US-Dollar in Nordamerika sowie 115,1 Millionen in sonstigen Staaten erwirtschaften. Insgesamt kommt der 135 Millionen Dollar teure Film bis auf weltweite Einnahmen von über 571 Millionen US-Dollar.

## Fortsetzung
Regisseur Adam Wingard bekundete sein Interesse daran, einen dritten Film mit Godzilla und Kong zu drehen, bemerkte jedoch, dass es nur davon abhängt, wie Godzilla × Kong: The New Empire abschneide und wie sich die Dinge entwickeln würden. Wingard wiederholte, dass Ideen besprochen wurden, wohin das Franchise weitergeführt werden solle, und dass er beim nächsten Film einen „anderen Ansatz“ wählen würde, wenn er wieder als Regisseur eingeladen würde. Er schlug auch vor, dass der nächste Film möglicherweise Godzilla folgen und seine Perspektive auf die gleiche Weise erkunden könnte, wie The New Empire Kong folgte.
Im Mai 2024 gab Legendary bekannt, dass Dave Callaham einen Nachfolger zu Godzilla × Kong: The New Empire schreiben wird. In der folgenden Woche gab Legendary bekannt, dass Wingard aufgrund von Terminkonflikten nicht mehr Regie führen werde, äußerte jedoch Interesse an einer zukünftigen Rückkehr Wingards. Im Juni 2024 engagierte Legendary Grant Sputore als neuen Regisseur und setzte eine Veröffentlichung für den 26. März 2027 an.